# タイホア県
タイホア県（タイホアけん、ベトナム語：Huyện Tây Hòa / 縣西和?）は、ベトナム社会主義共和国フーイエン省の県である。面積は610.43 km²、人口は127,000人（2018年）である。

## 地理
タイホア地区はフーイエン省の南部に位置し、地理的に次の場所に位置する。
- 東はドンホアの町と隣接
- 西側はソンヒン地区に隣接
- 南は、カインホア省ヴァンニン地区と隣接
- 北はフーホア地区とソンホア地区に隣接

## 行政区画
1市鎮10社から構成される。